# Saarland-Heilstätten
Die Saarland-Heilstätten GmbH (SHG) ist ein Krankenhausbetreiber mit Sitz in Saarbrücken und zugleich die Muttergesellschaft der SHG-Gruppe, die  im Regionalverband Saarbrücken, im Landkreis Birkenfeld und in Merzig mehrere Krankenhäuser, Rehabilitations-, Dienstleistungs- und Bildungseinrichtungen im Bereich der Gesundheitsversorgung betreibt.

## Profil
Hauptgesellschafter der Saarland Heilstätten sind die Deutsche Rentenversicherung (DRV) Saarland und der Regionalverband Saarbrücken; kleinere Beteiligungen halten der Landesverband Saar e. V. der Arbeiterwohlfahrt und die Knappschaft-Bahn-See. Das Stammkapital beträgt 3,6 Mio. Euro, das Eigenkapital war 2007 109,8 Mio. Euro. Im Jahre 2007 wurden 58.127 Patienten stationär behandelt, die Anzahl der Akutbetten war 1656, der Rehabetten 432. Bezogen auf das Saarland unterhielten die Saarland Heilstätten landesweit 16 % der Akut- und 12 % der Rehabilitationsbetten. 2013 betrug die Bettenzahl / Anzahl der Plätze 2.153.
Hervorgegangen aus der 1947 gegründeten Betreibergesellschaft der Lungenheilstätte Sonnenberg in Saarbrücken, die zwischen 1960 und 1980 in eine Einrichtung für Geriatrie und Psychiatrie umgewandelt worden war, übernahmen die Saarland Heilstätten nach 1990 kommunale, knappschaftliche und kirchliche Allgemeinkrankenhäuser, darunter komplett in Völklingen, Merzig und Idar-Oberstein sowie teilweise wie in Quierschied und Baumholder, um sie zu Rehabilitationseinrichtungen umzubauen. Beim Verkauf zweier Krankenhäuser des Landkreises Neunkirchen im Jahre 2005 gab der Kreistag der Kaufofferte der Saarland Heilstätten nicht den Zuschlag.
Nach Verlagerung des Schwerpunkts der Geschäftstätigkeit des Unternehmens in den Akutkrankenhaussektor entsprach nach Ansicht von Saarländischer Landesregierung und Bundesrechnungshof der Gesellschafteranteil der DRV in Höhe von 45,61 % nicht mehr der von der Sozialgesetzgebung zugelassenen Aufgabenwahrnehmung und Vermögensanlage der Gesetzlichen Rentenversicherung. Von den Aufsichtsbehörden wurden deshalb Beteiligungsveräußerung oder Änderung der Unternehmensstruktur angeregt.

## Struktur

### Krankenhäuser
- Klinikum Idar-Oberstein
- Klinikum Merzig
- SHG-Kliniken Sonnenberg
- SHG-Kliniken Völklingen

### Medizinische Versorgungszentren (MVZ)
- MVZ Losheim, Losheim am See
- MVZ Völklingen, Völklingen
- MVZ Halberg, Saarbrücken
- MVZ Merzig, Merzig
- MVZ Saar-Pfalz, St. Ingbert

### Sonstige Einrichtungen
- Apolog GmbH, Quierschied
- Saana Textilpflege GmbH, Idar-Oberstein
- SHG Bildung gGmbH, Saarbrücken